# Matthias Mayer
Matthias Mayer (Afritz am See, 9 juni 1990) is een Oostenrijkse, voormalig alpineskiër. Hij was de eerste skiër in de geschiedenis die op drie achtereenvolgende Olympische Spelen goud won. In Sotsji 2014 op de afdaling en in Pyeongchang 2018 en Peking 2022 op de Super G. Zijn vader Helmut Mayer won zilver op de Super G in Calgary 1988. Eind 2022 stopte Matthias Mayer spontaan met skiën.

## Carrière
Mayer maakte zijn wereldbekerdebuut in februari 2009 tijdens de supercombinatie in Sestriere. Op 25 januari 2013 eindigde hij een eerste keer op het podium van een wereldbekerwedstrijd: op de super G van Kitzbühel eindigde hij op een tweede plaats. Op de wereldkampioenschappen alpineskiën 2013 in Schladming eindigde Mayer als vijfde op de super G en als tiende op de supercombinatie. Tijdens de Olympische Winterspelen van 2014 in Sotsji veroverde de Oostenrijker goud op de afdaling, hij werd hiermee de eerste olympisch kampioen op de afdaling uit Oostenrijk sinds Fritz Strobl in 2002.
In Beaver Creek nam hij deel aan de wereldkampioenschappen alpineskiën 2015. Op dit toernooi eindigde hij als vierde op de Super G, als elfde op de alpine combinatie en als twaalfde op de afdaling. Op de wereldkampioenschappen alpineskiën 2017 in Sankt Moritz eindigde Mayer als elfde op de afdaling en als zeventiende op de alpine combinatie, op de Super G wist hij niet te finishen. Tijdens de Olympische Winterspelen van 2018 in Pyeongchang veroverde de Oostenrijker de gouden medaille op de Super G, daarnaast eindigde hij als negende op de afdaling en viel hij uit op de alpine combinatie.

## Resultaten

### Olympische Winterspelen
| Jaar | Plaats      | Resultaten                                                      |
| ---- | ----------- | --------------------------------------------------------------- |
| 2014 | Sotsji      | Afdaling · 6e Reuzenslalom · 13e Supercombinatie · DNF1 Super G |
| 2018 | Pyeongchang | Super G · 9e Afdaling · DNF Alpine combinatie                   |
| 2022 | Peking      | Super G · Afdaling                                              |

### Wereldkampioenschappen
| Jaar | Plaats            | Resultaten                                      |
| ---- | ----------------- | ----------------------------------------------- |
| 2013 | Schladming        | 5e Super G 10e Supercombinatie 13e Afdaling     |
| 2015 | Beaver Creek      | 4e Super G 11e Alpine combinatie 12e Afdaling   |
| 2017 | Sankt Moritz      | 11e Afdaling 17e Alpine combinatie DNF1 Super G |
| 2019 | Åre               | 5e Afdaling DNF Super G                         |
| 2021 | Cortina d'Ampezzo | 6e Super G DNF Afdaling DNF2 Alpine combinatie  |

### Wereldbeker
Eindklasseringen
| Seizoen   | Algm | AD     | RS  | SG    | SC    |
| --------- | ---- | ------ | --- | ----- | ----- |
| 2010/2011 | 150e | -      | -   | 48e   | -     |
| 2011/2012 | 50e  | -      | -   | 13e   | 26e   |
| 2012/2013 | 17e  | 25e    | 39e | Brons | 9e    |
| 2013/2014 | 9e   | 5e     | 44e | 4e    | 11e   |
| 2014/2015 | 9e   | 4e     | 46e | Brons | 10e   |
| 2015/2016 | 57e  | 35e    | -   | 18e   | -     |
| 2016/2017 | 13e  | 8e     | -   | 7e    | 27e   |
| 2017/2018 | 9e   | 6e     | 41e | 8e    | 7e    |
| 2018/2019 | 17e  | 12e    | 52e | 6e    | -     |
| 2019/2020 | 4e   | Brons  | 33e | 4e    | Brons |
| 2020/2021 | 7e   | Zilver | 55e | Brons |       |
| 2021/2022 | 4e   | 5e     | -   | 4e    |       |
| 2022/2023 | 31e  | 13e    | -   | 21e   |       |

Wereldbekerzeges
| Datum            | Plaats               | Onderdeel         |
| ---------------- | -------------------- | ----------------- |
| 12 maart 2014    | Lenzerheide          | Afdaling          |
| 21 februari 2015 | Saalbach-Hinterglemm | Afdaling          |
| 22 februari 2015 | Saalbach-Hinterglemm | Super G           |
| 20 januari 2017  | Kitzbühel            | Super G           |
| 14 maart 2018    | Åre                  | Afdaling          |
| 1 december 2019  | Lake Louise          | Super G           |
| 17 januari 2020  | Wengen               | Alpine combinatie |
| 25 januari 2020  | Kitzbühel            | Afdaling          |
| 7 maart 2020     | Kvitfjell            | Afdaling          |
| 30 december 2020 | Bormio               | Afdaling          |
| 27 november 2021 | Lake Louise          | Afdaling          |